# Carlos Cavalcanti de Albuquerque

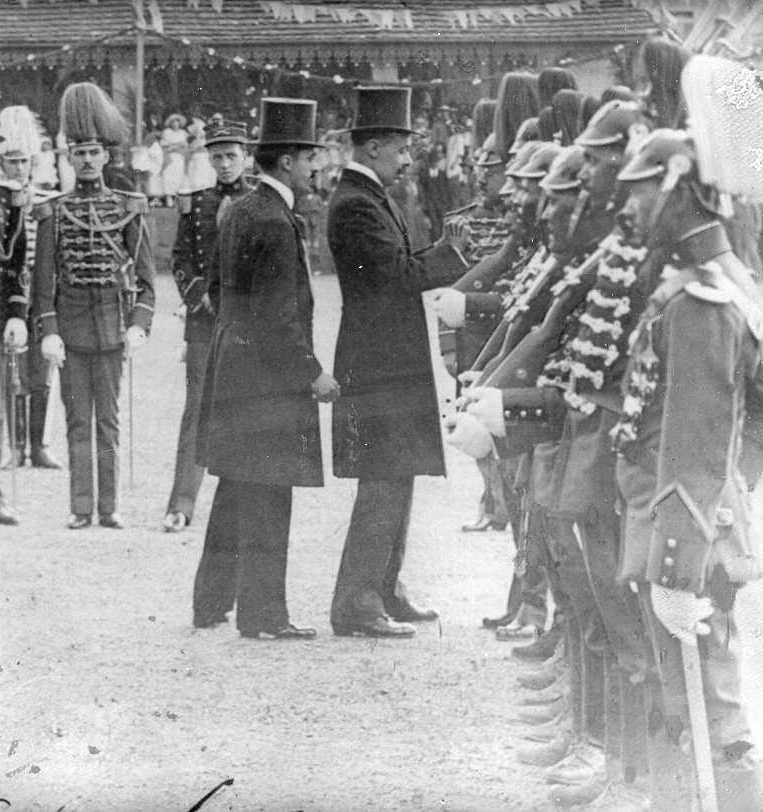
Combatentes do Regimento de Segurança, atual Polícia Militar do Paraná, sendo condecorados pelo Presidente do Estado, Carlos Cavalcanti de Albuquerque, em 1915

Carlos Cavalcanti de Albuquerque (Rio de Janeiro, 22 de janeiro de 1864 — Rio de Janeiro, 23 de fevereiro de 1935) foi um político brasileiro.
Carlos Cavalcanti nasceu em 22 de março de 1864 na cidade do Rio de Janeiro, filho de um herói da Guerra do Paraguai. Foi militar da arma de engenharia, fundador do Corpo de Bombeiros do Paraná, além de governador do Estado, deputado estadual, federal e senador.
Também foi um intelectual ilustre, orador fluente, poeta e professor, e passou os últimos dias de vida na cidade do Rio de Janeiro, onde faleceu em 23 de fevereiro de 1935.
Foi governador do Paraná, de 25 de fevereiro de 1912 a 25 de fevereiro de 1916 e em sua homenagem, a antiga cidade paranaense de Jaboticabal passou a ser chamada com o nome de Carlópolis.